# Cottage Country
Cottage Country ist eine kanadische Horrorkomödie aus dem Jahr 2013 mit Malin Åkerman, Tyler Labine, Dan Petronijevic und Lucy Punch in den Hauptrollen. Regie führte Peter Wellington, das Drehbuch schrieb Jeremy Boxen. Premiere hatte der Film am 13. März 2013 in Kuwait. In Deutschland erschien der Film am 29. November 2013 direkt auf DVD und Blu-ray.

## Handlung
Todd plant seiner Freundin Cammie einen Heiratsantrag zu machen. Damit es etwas Besonderes wird, fährt er mit ihr zur Familienhütte, die mitten im Wald liegt. Es soll alles perfekt verlaufen. Aber die Dinge laufen mit der plötzlichen Ankunft von Todds faulem Bruder Salinger und seiner Hippiefreundin Masha alles andere als geplant. Als Todd versehentlich seinen lästigen Bruder mit einer Axt tötet, ist Cammie entschlossen, den Mord nicht in den Weg ihres Glückes stellen zu lassen.

## Rezeption
Cottage Country erreicht in der IMDb eine durchschnittliche Bewertung von 5,6/10 Punkten, basierend auf 4.425 Bewertungen.
Das Lexikon des internationalen Films nannte Cottage Country eine „mitunter unausgegorene schwarz-humorige Mischung aus Hinterwälder-Horror, Splatter-Komödie und tragikomischem Familiendrama, bei der nur das fulminante Showdown einen markanten Schlusspunkt setzt.“

## Auszeichnungen
Bei den Canadian Screen Awards 2014 erhielten François Dagenais und Traci Loader eine Nominierung in der Kategorie Bestes Make-up.